# NCT 2018 Empathy
NCT 2018 Emparthy — первый студийный альбом южнокорейского бой-бенда NCT. Он был выпущен 14 марта 2018 года лейблом SM Entertainment. Альбом содержит в общей сложности четырнадцать треков, двенадцать из которых выпущены в качестве синглов с 2016 по 2018 года.
В 2018 году были добавлены три новых участника Кун, Чону и Лукас. Альбом достиг пика на втором месте в альбомном чарте Gaon и продал более 300 000 физических копий по состоянию на август 2018 года.

## Предпосылки и релиз
5 февраля 2018 года SM Entertainment выпустил два видео под названием NCT Yearbook #1 и NCT Yearbook #2. В видео были прендставленны участники, которые уже дебютировали в предыдущих юнитах, и три новых участника Лукас, Чону и Кун. 6 февраля 2018 года, стало известно, что группа выпустит свой первый масштабный проект и первый студийный альбом. 18 человек, включая предыдущие юниты NCT U, NCT 127, и NCT Dream, будут участвовать в новом камбэке. Проект под названием NCT 2018 и альбом должны были выйти в марте. Также было заявлено, что до выхода альбома будет выпущено шесть музыкальных клипов.
Альбом под названием Empathy был выпущен 14 марта 2018 года. Релиз был сделан через множество музыкальных порталов, включая MelOn (Южная Корея) и iTunes (на международном уровне). Шесть новых песен были выпущены наряду с пятью ранее выпущенными синглами, интро и аудио треком и расширенный бонус-трек.

## Промоушен
До выхода альбома, три песни были раскрыты через выпуск их музыкального видео. Сингл NCT U «Boss» был выпущен 19 февраля с участниками: Тэён, Доён, Джехен, Вин Вин, Чону, Лукас и Марк. 26 февраля был выпущен сингл «Baby Don’t Stop» в исполнении Тэёна и Тэна.
Сингл NCT Dream «Go», был выпущен 4 марта.
Сингл NCT 127 «Touch» был выпущен совместно с альбомом 14 марта.
Клип на песню «Yestoday» был выпущен 1 апреля.
Клип на песню «Black On Black» был выпущен 19 апреля, и в нём приняли участие все 18 участников, это стало официальным дебютом Куна и релизом масштабного проекта.

## Коммерческий успех
Альбом достиг 203,000 предварительных заказов до релиза.
NCT 2018 Empathy попал и достиг пика на втором месте в чарте Gaon Album, в выпуске чарта от 11-17 марта Он также попал на 3 строчку в ежемесячном графике марта, с продажами 330,540 физических копий.

## Трек-лист
| №                   | Название                                                | Текст песни                                                       | Музыка                                                                                         | Длительность |
| ------------------- | ------------------------------------------------------- | ----------------------------------------------------------------- | ---------------------------------------------------------------------------------------------- | ------------ |
| 1.                  | «Intro: Neo Got My Back» (NCT U)                        | Tommy $trate                                                      | Dakshood Tommy $trate Rosangyoon                                                               | 1:57         |
| 2.                  | «Boss» (NCT U)                                          | Woo Tan Yoo Young-jin Taeyong Mark                                | Mike Daley Mitchell Owens Tiffany Fred Patrick J. Que Smith Yoo Young-jin                      | 3:30         |
| 3.                  | «Baby Don't Stop» (NCT U)                               | Park Woo-hyun Juno Тэён                                           | Matt Schwartz Paul Harris Little Nikki, Yoo Young-jin Ryan S.Jhun                              | 3:03         |
| 4.                  | «Go» (NCT Dream)                                        | Hwang Yoo-bin Ji Ye-won Mark                                      | The Stereotypes Tiffany Fred Sophiya Distract Yoo Young-jin                                    | 3:27         |
| 5.                  | «Touch» (NCT 127)                                       | Jo Yoon-kyung Kim Min-ji Shin Jin-hye ( Jam Factory )             | LDN Noise Deez Adrian Mckinnon                                                                 | 3:09         |
| 6.                  | «Yestoday» (NCT U)                                      | Jung Joo-hee Taeyong Mark Steven Lee Park Jin-joo                 | Shin Hyuk Reone Delly Boi Jarah Gibson Steven Lee                                              | 3:16         |
| 7.                  | «Black on Black» (NCT 2018)                             | MINOS Taeyong Mark Deez                                           | Afshin Salmani Josh Cumbee Deez                                                                | 3:17         |
| 8.                  | «텐데...» (Timeless) (NCT U)                            | Jeon Kan-di                                                       | Andrew Choi 220 Kim Yong-shin                                                                  | 4:10         |
| 9.                  | «일곱 번째 감각» (The 7th Sense) (NCT U)                | January 8th (Jam Factory) Kim Dong-hyun Park Jin-joo Taeyong Mark | Timothy `Bos` Bullock Tay Jasper Adrian Mckinnon Sara Forsberg Michael Jiminez Leven Kali MZMC | 3:34         |
| 10.                 | «Without You» (NCT U)                                   | Yoo Young-jin                                                     | Matt Schwartz Ki Fitzgerald John Reid Yoo Young-jin                                            | 3:25         |
| 11.                 | «Without You» (Китайская версия) (NCT U вместе с Куном) | Yoo Young-jin Lin Xinyi                                           | Matt Schwartz Ki Fitzgerald John Reid Yoo Young-jin                                            | 3:25         |
| 12.                 | «몽중몽» (Dream in a Dream) (Тэн)                       | Stephen Carl                                                      | Dillon Pace Brian Lee Stephen Carl                                                             | 3:35         |
| 13.                 | «Outro: Vision»                                         | Yoo Young-jin Lin Xinyi                                           | Yoo Young-jin                                                                                  | 0:57         |
| Общая длительность: | Общая длительность:                                     | Общая длительность:                                               | Общая длительность:                                                                            | 40:45        |

| №                   | Название                              | Текст песни                                       | Музыка                                            | Длительность |
| ------------------- | ------------------------------------- | ------------------------------------------------- | ------------------------------------------------- | ------------ |
| 14.                 | «Yestoday» (Extended version) (NCT U) | Jung Joo-hee Taeyong Mark Steven Lee Park Jin-joo | Shin Hyuk Reone Delly Boi Jarah Gibson Steven Lee | 3:47         |
| Общая длительность: | Общая длительность:                   | Общая длительность:                               | Общая длительность:                               | 44:39        |

## Чарты

### Weekly charts
| Чарты (2018)                                  | Позиции в чартах |
| --------------------------------------------- | ---------------- |
| Dutch Albums (MegaCharts)                     | 190              |
| French Download Albums (SNEP)                 | 76               |
| Japan (Billboard)                             | 16               |
| Japanese Weekly Albums (Oricon)               | 10               |
| Japanese Weekly International Albums (Oricon) | 2                |
| South Korean Albums (Gaon)                    | 2                |
| UK Download Albums (OCC)                      | 68               |
| US Top Heatseekers (Billboard)                | 9                |
| US Independent Albums (Billboard)             | 29               |
| US World Albums (Billboard)                   | 5                |

|

### Year-end charts
| Чарты (2018)               | Позиции |
| -------------------------- | ------- |
| South Korean Albums (Gaon) | 13      |

## Продажи
| Регион                    | Продажи  |
| ------------------------- | -------- |
| South Korea (Gaon)        | 304,270+ |
| Japan (Oricon)            | 13,554+  |
| United States (Billboard) | 1,000+   |

## Сертификация
| Регион                                                       | Сертификация | Продажи  |
| ------------------------------------------------------------ | ------------ | -------- |
| Республика Корея (KMCA)                                      | Платиновый   | 250 000^ |
| * Данные о продажах приведены только на основе сертификации. |              |          |

## История релиза
| Регион      | Дата           | Формат                        | Лейбл                     |
| ----------- | -------------- | ----------------------------- | ------------------------- |
| Южная Корея | 14 марта, 2018 | CD digital download streaming | S.M. Entertainment iriver |
| Мировой     | 14 марта, 2018 | CD digital download streaming | S.M. Entertainment        |
| Япония      | 16 марта, 2018 | CD digital download streaming | S.M. Entertainment        |